# Tug Fork
Der Tug Fork ist der 248 Kilometer lange rechte Quellfluss des Big Sandy River im Südwesten der US-amerikanischen Bundesstaaten Virginia und West Virginia und im Osten von Kentucky.

## Verlauf
Der Tug Fork entspringt in den Appalachen im südlichen McDowell County im US-Bundesstaat West Virginia nahe der Grenze zu Virginia. Danach schlängelt er sich hauptsächlich Richtung Nordwesten. 32 Kilometer nordwestlich von Welch, West Virginia bildet er für 6,4 Kilometer die Grenze zwischen West Virginia und Virginia. Auf dem Rest seines Verlaufs bildet er die Grenze zwischen West Virginia (Ost) und Kentucky (West), bis er zusammen mit dem Levisa Fork River bei Louisa auf 166 m Höhe den Big Sandy River bildet.

## Geschichte
Im Tal des Tug Fork zwischen dem Pike County (Kentucky) und dem Mingo County (West Virginia) fand im 19. Jahrhundert die Hatfield-McCoy-Fehde statt.